# تریابونا
تریابونا (به انگلیسی: Triabunna) یک شهرک در استرالیا است که در تاسمانی واقع شده‌است.